# Бойд, Уолтер
Уолтер Бойд (англ. Walter Boyd; род. 1 января 1972, Кингстон) — ямайский футболист, играл на позиции нападающего.
Выступал, в частности, за клуб «Суонси Сити», а также национальную сборную Ямайки.

## Клубная карьера
Во взрослом футболе дебютировал в 1992 году выступлениями за команду клуба «Колорадо Фоксес», в котором провёл четыре сезона, приняв участие в 16 матчах чемпионата.
В течение 1997—1999 годов защищал цвета команды клуба «Арнетт Гарденс».
Своей игрой за последнюю команду привлек внимание представителей тренерского штаба клуба «Суонси Сити», к составу которого присоединился в 1999 году. Отыграл за английскую команду следующие два сезона своей игровой карьеры. Большинство времени, проведённого в составе «Суонси Сити», был основным игроком атакующей звена команды.
С 2001 по 2007 год играл в составе команд клубов «Арнетт Гарденс», «Констант Спринг» и «Нагго Гед».
Завершил профессиональную игровую карьеру в клубе «Арнетт Гарденс», в составе которого уже выступал ранее. Пришел в команду в 2007 году, защищал её цвета до прекращения выступлений на профессиональном уровне в 2010 году.

## Выступления за сборную
В 1991 году дебютировал в официальных матчах в составе национальной сборной Ямайки. В течение карьеры в национальной команде, которая длилась 11 лет, провёл в форме главной команды страны шестьдесят шесть матчей, забив девятнадцать голов.
В составе сборной был участником розыгрыша Золотого кубка КОНКАКАФ 1993 года в США и Мексике, на котором команда завоевала бронзовые награды, а также чемпионата мира 1998 года во Франции.